# Caves Gelamà
Les Caves Gelamà són el celler del Mas Falgàs a Vilajuïga (Alt Empordà). Estan incloses a l'Inventari del Patrimoni Arquitectònic de Catalunya com a element separat del mas.

## Descripció
Són a l'oest del nucli urbà de la població de Vilajuïga, al barri de l'Estació. S'hi arriba pel carrer del General Moragues. Es troben dins de la finca del Mas Falgàs.
Són un edifici de planta rectangular, amb coberta de teula a dues vessants, format per planta baixa, pis i golfes. La façana principal, orientada al sud, presenta un gran portal adovellat d'arc de mig punt, amb la dovella clau gravada amb les inicials del propietari i l'any de construcció: "RF 1892". Al seu costat, hi ha dues petites finestres apaïsades, amb l'emmarcament motllurat. Al pis hi ha tres finestres rectangulars més, amb la mateixa motllura al marc. La part superior de la façana es resol amb un gran frontó triangular, amb cornisa sobresortida i el nom "CAVAS GELAMÀ" al bell mig. La façana posterior també presenta un portal de mig punt, tot i que bastit amb maons i amb una gelosia a la part superior, coberta amb un vidre.
Adossat a la cantonada nord-oest de l'edifici hi ha un altre cos allargat de planta baixa, bastit amb pedra, maons i morter. Davant seu, un gran talús de terra, delimitat per una tanca de pedra, soterra pràcticament tota l'alçada de la planta baixa de les caves.

## Història
A la façana principal, en el portal d'arc de mig punt, a la dovella central es pot apreciar, incisa, la data les inicials del propietari, R. Falgàs i l'any de construcció, 1892: "RF 1892".